# 阿吉隆
阿吉隆，是西班牙阿拉贡自治区萨拉戈萨省的一个市镇。 总面积60平方公里，总人口287人（2001年），人口密度5人/平方公里。